# Pietro Leonardi (dirigente sportivo)

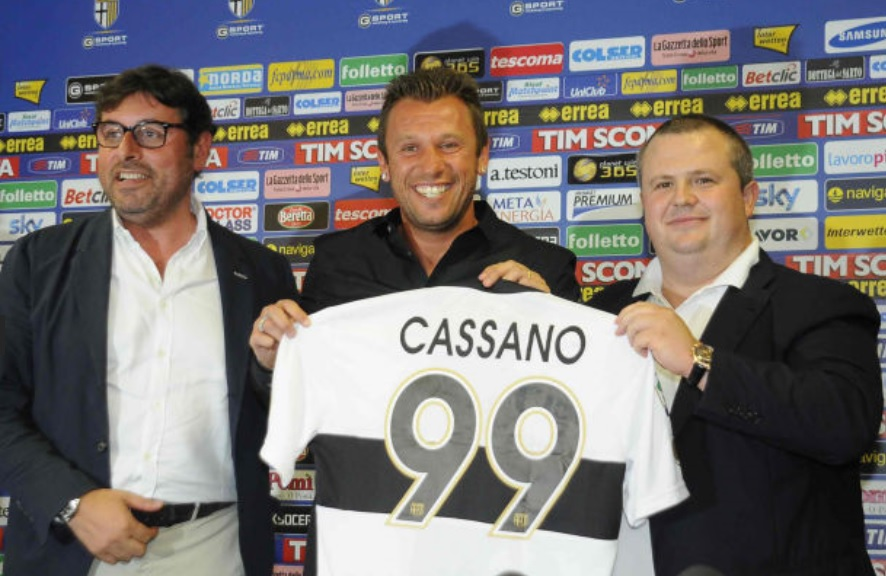
Leonardi, Antonio Cassano e Tommaso Ghirardi nel 2013

Pietro Leonardi (Roma, 29 dicembre 1963) è un dirigente sportivo italiano.

## Carriera

### Le esperienze in giro per l'Italia
Inizia la carriera da Direttore Generale alla Monterotondo, presso cui trascorre tre stagioni in Serie D dalla stagione 1991-92 alla stagione 1994-95. Dalla stagione 1995-96 è Direttore Generale dell'Aquila. La stagione successiva passa all'Empoli, militante in Serie B come Direttore Sportivo, con il quale raggiunge la promozione nella massima serie, dove rimane fino alla stagione 1998-99.
Approda per pochi mesi, dal luglio al dicembre 1999, al Savoia prima di passare alla Juventus nel 2000, nel ruolo di Responsabile del Settore Giovanile. 
Nel 2004 lascia la squadra di Torino per assumere il ruolo di Direttore Generale prima alla Reggiana dall'agosto 2004 al dicembre 2004.
Dal gennaio 2005 al giugno 2006 è all'Udinese, come Direttore Generale.
Nella stagione 2006-07 è Vice Presidente alla Cisco Roma.
Torna all'Udinese nelle stagioni 2007-08 e 2008-09 come Direttore Generale.

### Gli anni al Parma

#### I primi tempi e l'attivo di bilancio
Nel giugno 2009 entra nell'organico del Parma. Inizialmente con il ruolo di Direttore Generale, poi nell'ottobre 2009 nominato dall'assemblea dei soci anche amministratore delegato del Parma Fc, con poteri di firma e gestione della liquidità.
Nella stagione 2010-11 ottiene l'importante risultato di un attivo di Bilancio, primo utile dell'era Ghirardi, conseguito attraverso una gestione oculata delle risorse, riduzione dei costi, differenziazione dei ricavi e la realizzazione di plusvalenze.
Il 26 marzo 2012 firma un contratto che lo lega con la società Parma fino al 2017.
Con il Parma nella stagione 2011-12 ottiene un 7º posto con 56 punti e un filotto record di 7 vittorie consecutive.

Nel 2012-2013 arriva 10º in campionato e agli Ottavi di Coppa Italia.

#### Il sogno svanito dell'Europa
Nella stagione 2013-14, dopo aver portato Antonio Cassano al Parma, ottiene un 6º posto con 58 punti e record in serie A di 17 risultati utili consecutivi. L'accesso all'Europa League, tuttavia, viene vanificato dalla mancata concessione della Licenza UEFA, a causa di inadempienze nei versamenti Irpef da parte della società da lui amministrata. Il responso della prima commissione federale sarebbe poi stato confermato anche dalla seconda e dall'Alta Corte del Coni. Anche i successivi ricorsi alla Giustizia Ordinaria (Tar Lazio e Consiglio di Stato) non avrebbero restituito al club il diritto acquisito sul campo di partecipare alle coppe europee.

#### La crisi societaria e le dimissioni
Nella stagione 2014-2015 la squadra finisce in fondo alla classifica e, indebitata per quasi 100 milioni, nel gennaio 2015 viene ceduta dal presidente Ghirardi all'imprenditore albanese Rezart Taçi con Leonardi che mantiene il suo incarico e che il 25 gennaio 2015, in seguito alla contestazione della curva dopo Parma-Cesena 1-2, è colto da un malore a causa dello stress e viene ricoverato in ospedale.
Il 13 febbraio viene deferito dalla FIGC per non aver documentato l'avvenuto pagamento delle ritenute IRPEF e contributi INPS per le mensilità di luglio, agosto e settembre 2014; lo stesso giorno si dimette dal CdA del club rimanendo come direttore generale nella dirigenza del nuovo presidente Giampietro Manenti. La settimana seguente viene ricoverato per problemi di ipertensione e il 21 febbraio viene trasferito nella clinica privata "Città di Parma" specializzata nella cura degli stati d'ansia e per quelli depressivi. Il giorno seguente circa mille tifosi protestano sotto casa sua insultandolo.

Il 4 marzo si dimette dall'incarico di direttore generale per motivi di salute e per non essere d'impaccio alla nuova dirigenza visto il difficile momento..
Intanto insieme all'ex presidente Ghirardi viene indagato per concorso in bancarotta fraudolenta nell'inchiesta della Procura di Parma sulla gestione della società.

Il 14 marzo Leonardi e Ghirardi vengono inibiti per 4 mesi.

### Il passaggio al Latina
Durante l'estate 2015, si diffonde la notizia di un possibile passaggio al Latina in Serie B, voce anche alimentata dalla sua presenza in campo al termine di una partita di inizio campionato. La società smentisce l'ingaggio di Leonardi. Tuttavia Leonardi figura nell'organigramma della squadra come Direttore Generale, cosa per altro confermata dalla sua presenza presso la panchina durante le partite del Latina. Il 21 ottobre viene ufficialmente nominato dg della squadra pontina. Il 23 settembre 2016, dopo essere stato squalificato in primo grado per 5 anni con preclusione in merito al fallimento del Parma, si dimette dall'incarico. Il Latina fallisce 6 mesi dopo.

## Procedimenti giudiziari

### La condanna per il crac del Parma e l'accusa di false fatturazioni
Nel luglio del 2020 il Tribunale di Parma in primo grado condanna Leonardi e Ghirardi rispettivamente a 6 e 4 anni di carcere per il fallimento del Parma.
Nel marzo del 2023 viene assolto insieme a Ghirardi, per non aver commesso il fatto, in relazione all'accusa di false fatturazioni per cui era indagato da alcuni anni insieme ad altri dirigenti e procuratori riguardo la compravendita di giocatori.
Nel gennaio 2025 la Corte d’Appello di Bologna conferma la condanna a 6 anni di carcere per bancarotta fraudolenta e falso in bilancio all’ex dirigente del Parma. 